# Hyposmocoma incongrua
Hyposmocoma incongrua là một loài bướm đêm thuộc họ Cosmopterigidae. Nó là loài đặc hữu của Maui. Loài địa phương ở Haleakala, ở đó nó was collected on an altitude between 5,000 và 6,000 feet.